# Pierre du Soleil
Ne doit pas être confondu avec Pierre de soleil.
La Pierre du Soleil (en espagnol : Piedra del Sol), également appelée de manière inexacte Calendrier aztèque, est une des œuvres les plus célèbres et emblématiques de l'art aztèque. Ce disque sculpté dans un bloc monolithique de lave basaltique d'olivine résume un grand nombre de conceptions cosmologiques et chronologiques des anciens mexicains. D'un poids de 24,6 t pour un diamètre de 3,6 m et une épaisseur de 1,22 m, elle servait probablement de cuauhxicalli (réceptacle et autel de sacrifice) ou encore de temalácatl (autel de sacrifice gladiatorial) lors des cérémonies mythico-religieuses. La Pierre du Soleil a été redécouverte par hasard en 1790 à Mexico et est actuellement conservée au Musée national d'anthropologie de Mexico.

## Histoire
La date à laquelle la Pierre du Soleil fut sculptée reste inconnue. Mais certains auteurs comme León-Portilla affirment qu'elle a été commandée par l’empereur Axayacatl pour commémorer la fête du feu nouveau de 1479 ou, selon l'archéologue Hermann Beyer, en 1512 sous le règne de Motecuhzoma Xocoyotzin. En conséquence, on peut seulement affirmer que le style de cette œuvre appartient à la période impériale tardive de la civilisation aztèque, et qu'elle a donc été sculptée peu avant l'arrivée des espagnols.
Selon des études géologiques menées par Ordóñez (es) à la fin du XIXe siècle, le bloc basaltique d'olivine dans lequel le monolithe a été sculpté proviendrait d'un secteur situé au sud du bassin de Mexico, proche de l'ancien village de San Ángel devenu un quartier de Mexico ou, plus au sud encore, d'endroits situés dans la démarcation territoriale de Xochimilco. Considérant les 24,6 tonnes de ce bloc de roche volcanique, son transport jusqu'à l'enceinte sacrée de la cité de Tenochtitlan (sur un parcours entre 12 et 20 kilomètres) fut décrit dans divers textes post-coloniaux comme laborieux et nécessitant la force de plusieurs centaines d'hommes. L'endroit exact où la pierre fut installée n'est pas connu même si Seler supposa, au début du XXe siècle, qu'elle se trouvait sur la partie supérieur d'un temple dédié à Tonatiuh, situé à l'angle sud-est de l'enceinte sacrée.
Peu de temps après la chute de l'Empire aztèque en 1521, et pour des raisons inconnues, les conquistadors déplacèrent le monument de quelques centaines de mètres, au sud de l'enceinte sacrée, le long de l'actuelle place de la Constitution. Elle demeura ainsi exposée au public durant plusieurs décennies avant d'être enterrée (probablement au même endroit) sur ordre de l'archevêque Montúfar qui souhaitait ainsi éteindre l'influence pernicieuse qu'elle exerçait sur les croyances de la population.

### Post-découverte
La Pierre du Soleil a été redécouverte par hasard le 17 décembre 1790 à Mexico, lors du pavage de la grand place de la Constitution (Zócalo). Elle était enfouie par 42 centimètres de profondeur, à environ 65 mètres à l'ouest de la seconde porte du Palais royal. Une fois déterré, le disque solaire resta exposé à cet endroit en position verticale durant plusieurs mois. C'est à cette époque que León y Gama réalisa une première étude de son symbolisme mythico-religieux. Par suite, au regard des déprédations et profanations que l'œuvre subissait, elle fut déplacée en 1791 au pied de la tour occidentale de la cathédrale. Exposée malgré tout aux intempéries durant toute la première moitié du XIXe siècle, la Pierre du Soleil endura de nouvelles dégradations, d'autant plus lorsqu'elle servit occasionnellement de cible d'entraînement aux tirs des troupes américaines qui occupaient Mexico en 1847.

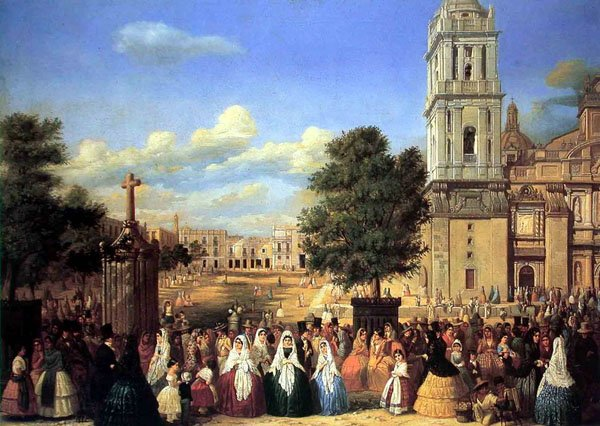
Peinture réalisée par le suisse Johann-Salomon Hegi en 1854 à Mexico. Au pied de la tour de la cathédrale, on distingue la Pierre du Soleil.

Au cours de cette longue période d'exposition en plein air, la Pierre du Soleil attira l’attention de nombreux explorateurs célèbres tels que Malaspina ou Humboldt. Et c'est également à cette époque que Chavero proposa une interprétation de cette oeuvre qui le conduisit à la nommer « Pierre du Soleil ». Les dessinateurs et peintres Carl Nebel, Pietro Gualdi (en) ou Johann-Salomon Hegi (de) furent les premiers à la représenter dans leurs productions artistiques. De même, le naturaliste britannique William Bullock fit des moulages en plâtre de ce disque solaire grâce auxquels il pu réaliser une reproduction exposée en 1824 au Egyptian Hall de Londres.
Ce n'est qu'en 1885 que la Pierre du Soleil trouva un toit pour s'abriter. Elle fut transférée au musée National Mexicain (ancienne Maison de la Monnaie) pour occuper la partie centrale de la galerie des monolithes, inaugurée 2 années plus tard. Elle y resta pratiquement quarte-vingts ans jusqu'au 27 juin 1964 date à laquelle elle entreprit un ultime voyage pour rejoindre le tout nouveau Musée national d'anthropologie de Mexico.

## Position et fonction
A la parution en 1792 de la première étude sur la Pierre du Soleil, Léon et Gama considérait qu'elle avait été sculptée pour être positionnée verticalement - l'auteur affirmant qu'il était de la sorte plus facile visuellement d'accéder à son contenu. Quelques années après, Chavero introduisit une controverse affirmant que le monolithe reposait, dans sa fonction originelle, horizontalement. Pour lui, la Pierre du Soleil était à considérer comme une plateforme cérémonielle sur laquelle des sacrifices étaient effectués. Plus tard encore, en 1921, l’archéologue Hermann Beyer postula que la sculpture demeurait inachevée. Car selon lui, considérant l'épaisseur du bloc de roche souche (1,22 m), l'idée première des ou du sculpteur était bien de réaliser une oeuvre semblable par sa forme à la Pierre de Tizoc ou à la Pierre de Moctezuma (dont la position fonctionnelle était horizontale). Cependant, une fois la face circulaire terminée, le bloc de roche aurait rompu, en haut à gauche du disque, rendant impossible la réalisation du projet initial. Quoi qu'il en soit de cet hypothétique accident, à la suite de Navarrete (es) et Heyden (es), la plupart des auteurs admettent que la pierre était positionnée à l'horizontal. L'orientation des glyphes sculptés sur la bordure latérale du disque en témoigneraient.

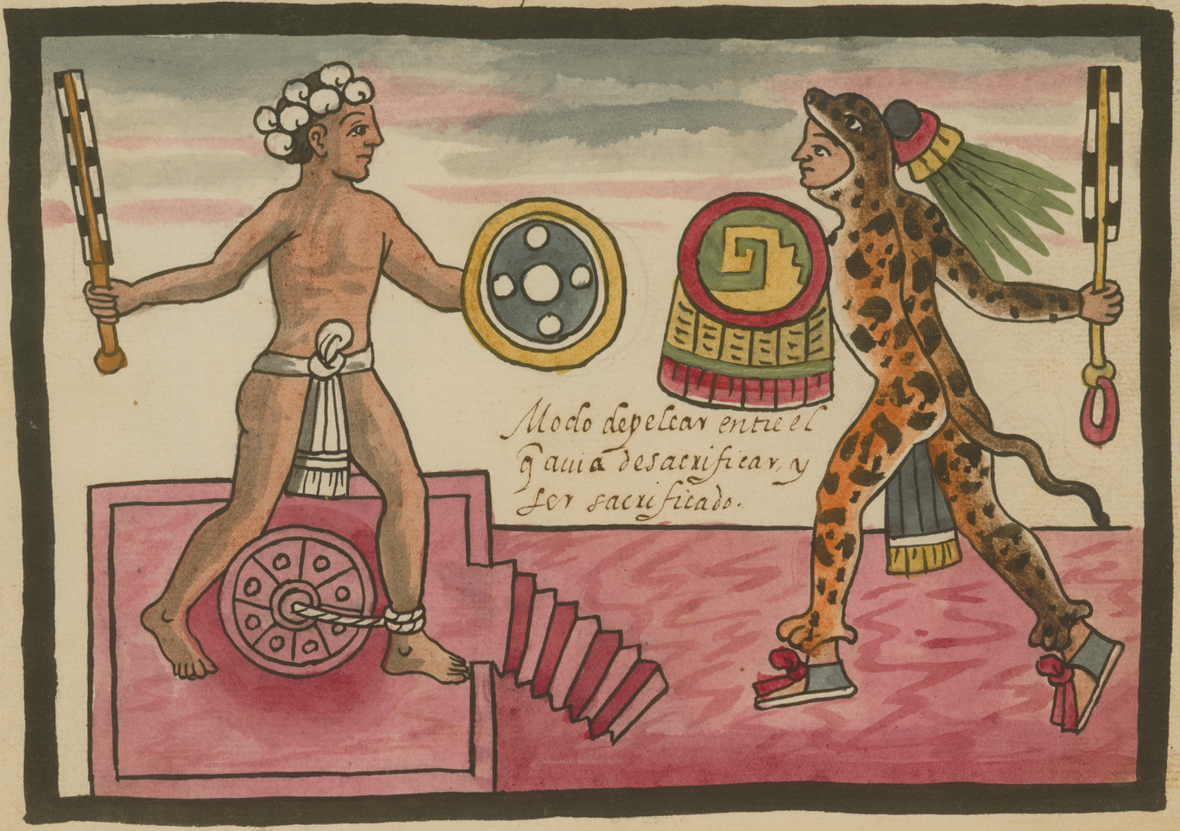
Page 134 du codex Tovar figurant une joute gladiatoriale. On y voit un temalacatl attaché à la jambe d'un combattant.

Sa fonction a également fait l'objet de controverses puis d'un consensus assez large. Ainsi positionnée horizontalement, s'agissait-il d'un temalacatl, sorte d'autel utilisé lors du rituel martial appelé sacrifice gladiatorial, ou d'un cuauhxicalli faisant office de réceptacle dans lequel les cœurs excisés et le sang des sacrifiés étaient recueillis ? Si certains auteurs considèrent encore que la Pierre du Soleil n'est pas un temalacatl dans la mesure où elle n'a pas de trou en son centre permettant d'y passer une corde pour maintenir le combattant prisonnier, un consensus existe autour de la proposition de Solis qui assure que les monolithes de grande dimension, comme la Pierre du Soleil, pouvaient aussi bien servir de plateforme gladiatoriale que de récipients destinés à collecter les cœurs des victimes. Dans ce double usage et pour Graulich, la Pierre du Soleil n'était accessible qu'à une partie de la population. Car sa fonction était aussi de servir les dieux aztèques, elle leur était dédiée et constituait une offrande religieuse.

## Iconographie
Plus de deux cents ans après sa réapparition, la Pierre du Soleil refuse toujours de livrer tout son contenu. En effet, en raison de l'état de destruction de certaines sections et par l'absence de la palette de couleurs originale, l'interprétation de son iconographie complexe présente des résistances parfois indépassables. Mais quoi qu'il en soit, il est tout de même possible d'observer et d'interpréter bon nombre de glyphes. De manière générale, on peut dire que cette œuvre fait référence à la cosmovision du peuple aztèque ainsi qu'à son système calendaire,. Elle est organisée en cercles concentriques dont l'ultime se trouve sur la bordure latérale du disque, non visible de face. Dans une interprétation plus abstraite de la Pierre du Soleil, Graulich identifie son iconographie comme symbolisant l'astre qui mesure le temps et définit l'espace, celui qui réalise l'union des contraires, celui qui a besoin de sang et de cœurs humains pour marcher, l'étoile qui chasse les ténèbres avec ses rayons de lumière.

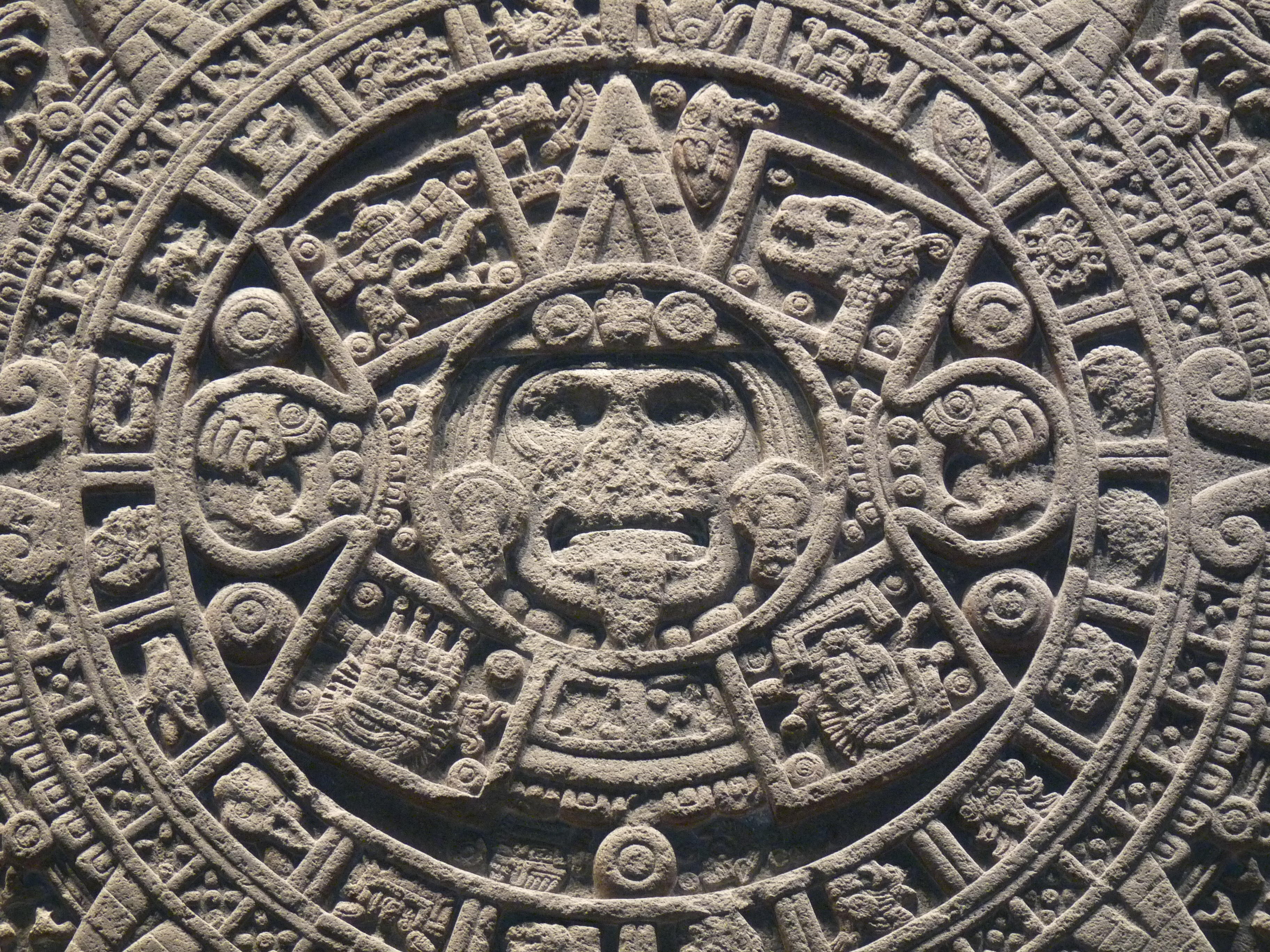
Détail de la divinité centrale, des quatre Soleils disparus, du cinquième Soleil (monde actuel) et des quatre glyphes excentrés.

### La figure centrale
Dans l'histoire complexe de la Pierre du Soleil, les questions d'interprétation les plus controversées tournent autour de l'identité exacte de la figure centrale. Jusqu'en 1974, la plupart des auteurs considéraient qu'il s'agissait de Tonatiuh, la divinité personnifiant le Soleil assoiffé de sang avec au dessus un rayon solaire et, de chaque côtés, ses mains griffues serrant des cœurs humains. Mais depuis lors, à la suite des propositions de Navarrete (es) et Heyden (es), les caractéristiques graphiques du personnage laissent penser qu'il pourrait s'agir d'une divinité terrestre à l'image de Tlaltecuhtli - notamment au niveau des mandibules décharnées, des bracelets de perles de chaque côté du visage, de la langue protubérante en forme de couteau en silex et des griffes,.
D'autres chercheurs font aussi remarquer qu'on serait en présence d'une déité hybride proche de Xiuhtecuhtli, la divinité consacrée au feu comme au centre (de l'univers). Ici, les ressemblances portent sur les « cache-oreilles », la barrette qui perce le nez ainsi que sur la bouche décharnée. En écho à cette proposition d'être hybride, l’anthropologue Ariane Fradcourt considère pour sa part qu'il s'agit bien du dieu solaire Tonatiuh, portant les traits du seigneur de la terre Tlaltecuhtli. Ce que Matos Moctezuma valide d'autant plus en admettant que ce disque était originellement placé sur un plan horizontal. De la sorte, et en suivant la course du soleil, la partie supérieure de la pierre symboliserait l'Est, le bas l'Ouest et, à mi-course, le centre ou zenith (grand rayon au dessus de l'entité). Autrement dit, la transition, le passage entre le monde céleste (soleil) et tellurique (terre).

### Les quatre Soleils disparus
Entourant la figure centrale, les quatre branches de la croix de saint André figurant le signe ollin portent les symboles calendaires des quatre Soleils ou ères ayant précédé le monde actuel, le cinquième Soleil. Combinés aux points qui les encadrent, ils indiquent la date à laquelle chacun de ces mondes se serait écroulé. Selon les auteurs, la succession des quatre âges disparus n'est pas toujours décrite dans le même ordre. Pour Soustelle, ils se lisent d'en haut à droite et dans le sens contraire aux aiguilles d'une montre. Ce qui donne nahui ocelotl (quatre-jaguar), nahui ehecatl (quatre-vent), nahui quiahuitl (quatre-pluie) et nahui atl (quatre-eau). Cependant, si Matos Moctezuma retient le sens de la lecture, il considère en revanche que la série débute à midi, soit en haut à gauche par le glyphe nahui ehecatl (quatre-vent). D'autres auteurs proposent des lectures encore différentes tel Graulich qui relie aussi les quatre Soleils aux quatre éléments universels et les décline ainsi : nahui atl (quatre-eau), nahui ehecatl (quatre-vent pour l'air), nahui quiahuitl (quatre-pluie... de feu) relatif à la foudre et nahui ocelotl (quatre-jaguar) associé à la terre.

### Le cinquième Soleil
Il est figuré sur la Pierre du Soleil par le glyphe calendaire nahui ollin (quatre-mouvement) qui englobe les quatre ères précédentes ainsi que la figure centrale avec son rayon solaire et ses griffes serrant des cœurs humains. Selon Soustelle, il s'agirait de la date à laquelle le monde actuel se serait mis en mouvement quatre jours après sa naissance - c'est, dans le calendrier rituel, le jour de la fête du Soleil. Mais ce glyphe ferait probablement aussi référence à la date prophétique à laquelle le cinquième Soleil s’effondrera dans d’immenses séismes. Car, si le signe ollin symbolisait le Soleil, il était également relié à la notion de tremblements de terre. De même, dans le calendrier divinatoire (tonalamatl), tous les jours portant le chiffre quatre étaient perçus comme néfastes.

### Les quatre glyphes excentrés
La lecture de ces symboles reste très spéculative. Graulich, dans sa compréhension de la Pierre du Soleil en position horizontale, considère ce qui est sculpté sur sa partie supérieure comme évoquant les origines, l'Est, le Soleil levant. Pour lui, les deux glyphes se trouvant de chaque côté du rayon central s'y rapportent. À droite, le glyphe ce tecpatl (un-silex) symboliserait la date à laquelle la Terre fut fécondée par une lame de silex. Mais c'est aussi à cette date que les aztèques auraient quitté leur ville originelle d'Aztlan pour migrer vers le centre du pays. Par ailleurs, le glyphe situé à gauche n'est pas une date. Il représenterait un bandeau royal xiuhhuitzolli, celui de Moctezuma II. Bien que cette identification soit désormais acceptée par de nombreux chercheurs, certains, tel Chavero, y voit encore une référence au souverain Axayacatl dans la mesure où il considère le glyphe mahtlactli omei acatl (treize-roseaux), en haut de la pierre, comme faisant référence à une année historique du règne de cet empereur.
Au-dessous de la figure centrale, sculptés en relief si peu profond qu'ils sont difficiles à voir, se trouvent deux autres glyphes symbolisant des dates : ce quiahuitl (un-pluie) et chicome ozomahtli (sept-singe). Selon l'historienne et ethnographe Emily Umberger, celui de gauche serait associé à la date à laquelle avaient ponctuellement lieu des sacrifices humains destinés à augmenter la force de l’empereur, lui permettant, comme pour le Soleil, de se regénérer. Quoi qu'il  en soit de cette interprétation, la signification du glyphe de droite semble encore moins claire même si Graulich en propose une lecture en lien avec l'Ouest, le Soleil couchant - en référence à tout ce qui se trouve sculpté sur le bas de la pierre. Considérant le peu d'informations permettant d'interpréter la date en tant que telle, il établit des parallèles prenant en compte uniquement le signe ozomahtli (singe) associé dans le calendrier aztèque à Xochipilli et l'Ouest ou d'autres divinités reliées au Soleil descendant.

### Les deux cercles calendaires

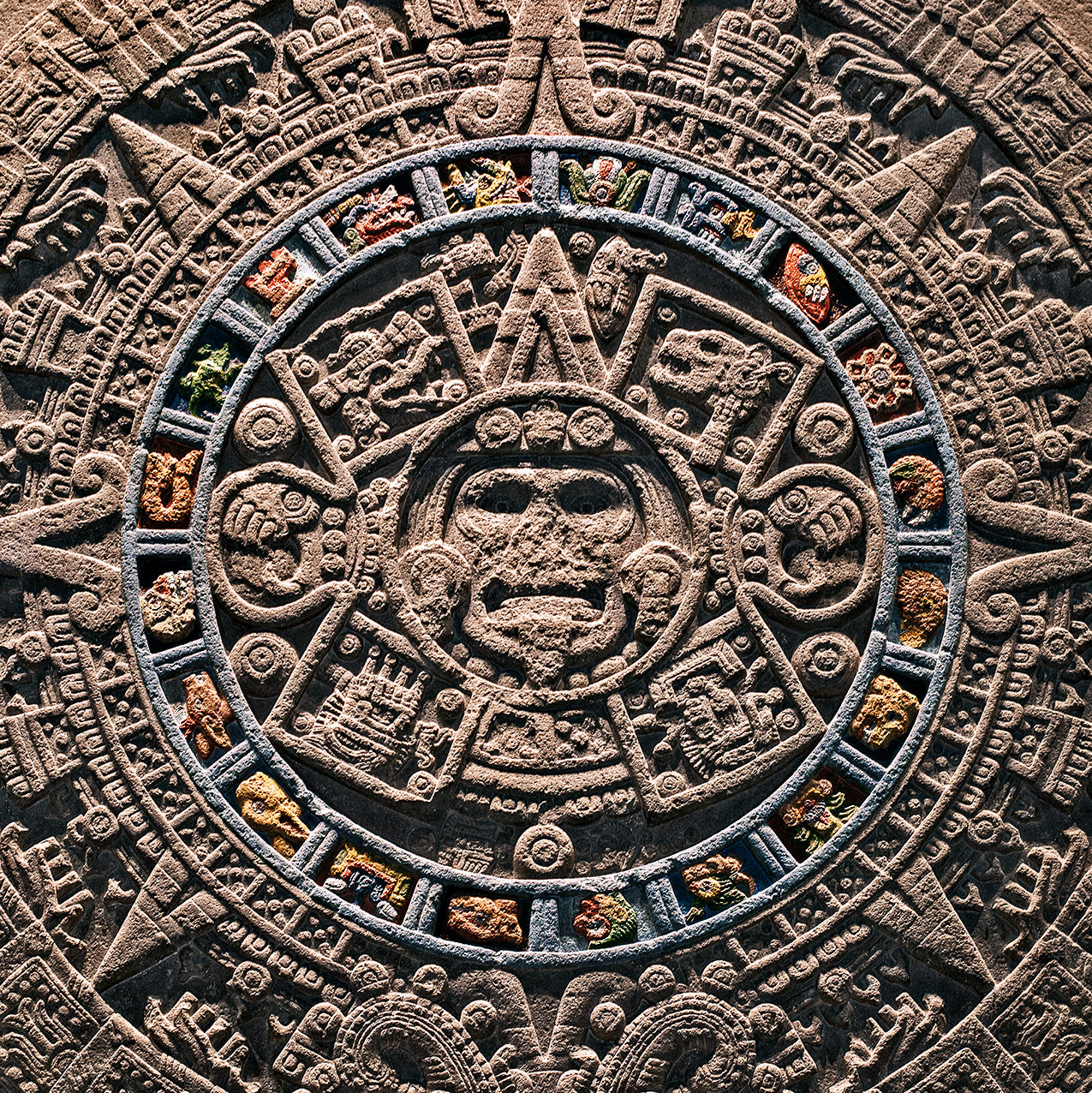
Les 20 glyphes « journaliers » du Tonalpohualli, le cercle formé de 52 cases symbolisant les 52 années du Xiuhtlapohualli et les 4 rayons marquant les « porteurs d'année ».

Formant le premier cercle, les 20 symboles « journaliers » représentent des entités ou des phénomènes naturels (animaux, végétaux, vent, eau, pluie) et des symboles religieux (temple, objets de culte, invocations spatiales, etc.). Ces glyphes étaient utilisés dans le Tonalpohualli (compte des jours). En partant de midi et dans le sens contraire aux aiguilles d'une montre, on a donc : Cipactli (Crocodile), Ehecatl (Vent), Calli (Maison), Cuetzpalin (Lézard), Coatl (Serpent), Miquiztli (Mort), Mazatl (Chevreuil), Tochtli (Lapin), Atl (Eau) Itzcuintli (Chien), Ozomahtli (Singe), Malinalli (Herbe), Acatl (Roseau), Ocelotl (Jaguar), Cuauhtli (Aigle), Cozcacuauhtli (Vautour), Ollin (Mouvement), Tecpatl (Silex), Quiahuitl (Pluie), Xochitl (Fleur),.
La seconde couronne est composée de 40 petits carrés plus 12 autres recouverts par les rayons solaires indiquant les quatre grandes directions. A l'intérieur des ces 52 cases on remarque 5 petits points sculptés. De la sorte, chacune de ces cases fait référence au glyphe xihuitl qui signifie « année » - l'ensemble évoquant alors le cycle calendaire de 52 ans du Xiuhtlapohualli (compte des années),. Au demeurant, si on multiplie les 52 cases par les 5 points qu'elles contiennent, on obtient 260, soit le nombre de jours du « livre des destins » (Tonalpohualli).

### Les rayons solaires
Les 4 grandes flèches ou rayons solaires sculptés sur le disque désignent des directions spatiales. Dans les documents indigènes, celles-ci sont toujours décrites dans l'ordre suivant : Est, Nord, Ouest et Sud. Graphiquement, en retenant la position horizontale de la pierre et la lecture en sens inverse aux aiguilles d'une montre, l'Est se situe en haut, le Nord à gauche, l'Ouest en bas et le Sud à droite. Entre chacune de ces grandes directions solaires, on observe quatre autres rayons plus petits qui viennent comme compléter et renforcer l'éclat de l'astre suprême, mais indiquent aussi subtilement, au regard du cercle calendaire exposant les 20 glyphes journaliers, ceux qui marquaient le début d'une année dans le Xiuhtlapohualli (compte des années) : ce sont les signes acatl (roseau), tecpatl (silex), calli (maison) et tochtli (lapin). On les appelle les « porteurs d'année ». Visuellement parlant, cette disposition est certainement intentionnelle,.
Par ailleurs, la frange qui cintre le deuxième cercle calendaire et englobe les rayons solaires a été peu étudiée. La plupart des auteurs la considèrent comme ornementale. Elle est en outre constituée de deux bordures concentriques entrecoupées de huit petits autels intercalés eux-mêmes entre les rayons solaires. Cette disposition iconographique que le mayaniste Stuart décrit comme étant une représentation du Soleil de jade (Tonatiuh de Jade) intégrant une imagerie florale, se retrouve en partie dans d'autres sculptures aztèques telles que la Pierre de Moctezuma, la Pierre de Tizoc ou encore le Teocalli de la guerre sacrée (es). Elle évoquait la nature éclatante et florissante du cinquième Soleil.

### Le glyphe treize-roseau

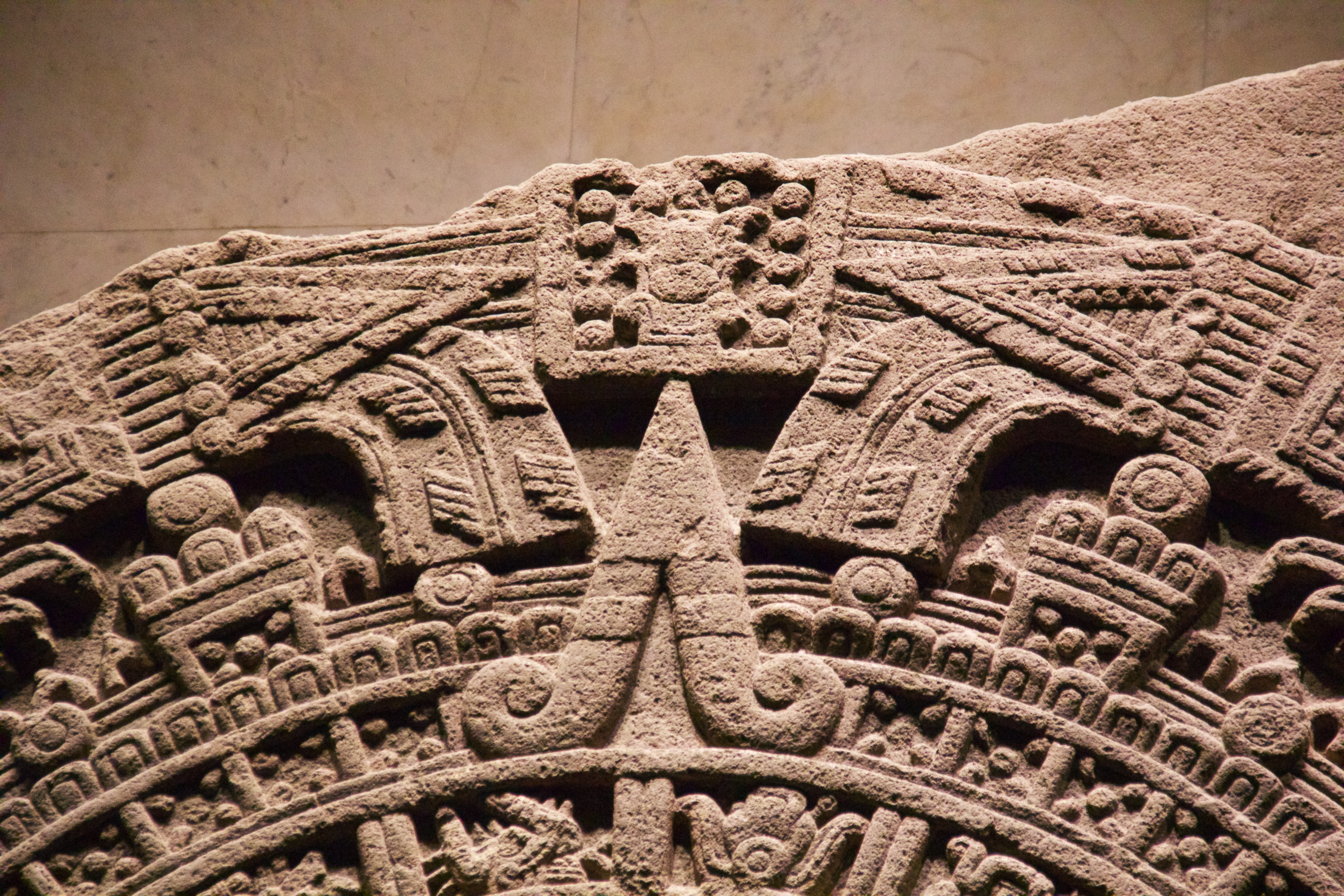
Détail du glyphe treize-roseau. On note aussi la fracture du bloc souche en haut à gauche.

Tout en haut de la Pierre du Soleil, on trouve le signe calendaire mahtlactli omei acatl (treize-roseau) inscrit dans un élément hiéroglyphique carré. Trois lectures différentes en sont faites par les chercheurs. La première considère que ce glyphe indique l'année à laquelle la Pierre du Soleil aurait été sculptée, et qui pourrait correspondre à l'année 1479, lors du règne du tlatoani Axayacatl, qui a dirigé l'empire (« huey altepetl ») de Mexico-Tenochtitlan entre 1469 et 1481. La seconde postule qu'il s'agirait plutôt de celle du surgissement du cinquième Soleil (nahui ollin), lorsque celui-ci illumina le monde actuel, c'est-à-dire au cours d'une année qui appartient à l'Est,. Cette proposition s'appuie sur une source ancienne, les anales de Cuauhtitlan : « En cette année treize-acatl est né le Soleil qui se lève aujourd'hui. Et le Soleil du mouvement est apparu, qui aujourd'hui grandit, signe des quatre-ollin ». Finalement, dans un retournement intéressant de ces interprétations historiques et mythiques, Camilla Townsend (en) a interprété ce glyphe treize-roseau comme une référence à l’année historique 1427, celle de l’accession au pouvoir d’Itzcoatl. Cette date marque le début d'une époque à partir de laquelle les Mexicas ont été portés par une vision impériale et ont commencé à se percevoir comme chargés d'une mission historique permettant à Mexico-Tenochtitlan d’accéder au statut de puissance inégalée en Mésoamérique.

### Les deux serpents de turquoise

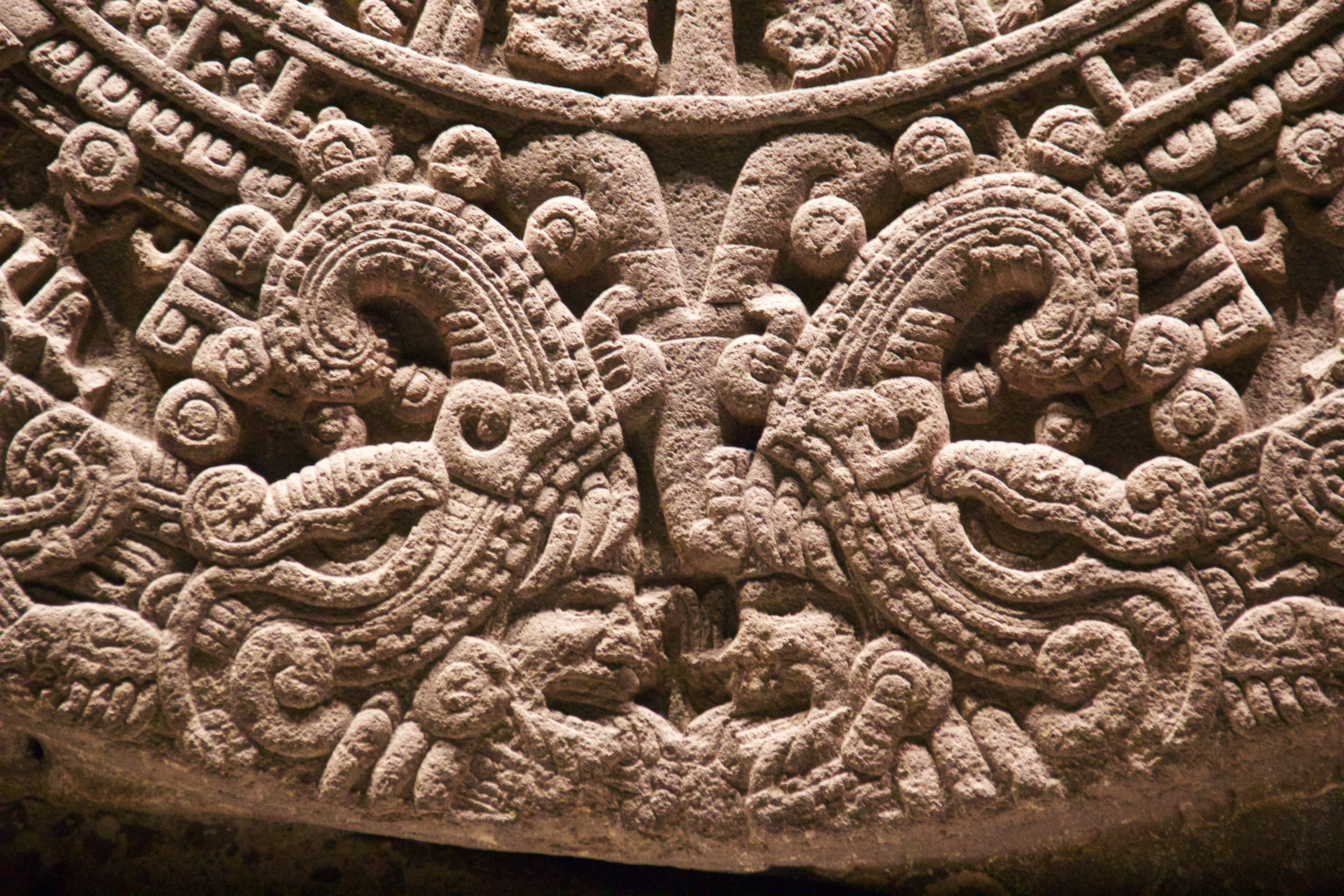
Détail des deux visages qui émergent de la gueule des serpents de feu (xiuhcoatl).

Le glyphe encadré treize-roseau est le point d'où « tombent » ou descendent deux imposants serpents de turquoise ou de feu (xiuhcoatl) qui marquent le bord extérieur de la pierre. Le long du dos et des flancs de ces serpents, on observe des flammes sculptées à intervalles réguliers qui soulignent sans doute le symbolisme qui lie ces deux reptiles au feu et à la chaleur . Pour certains chercheurs, ils représenteraient les deux périodes de 52 ans correspondant à 65 années vénusiennes, soit aux 104 ans solaires appelée « une-vieillesse » (ce ueuetiliztli). Mais pour Townsend (en), les deux serpents de feu évoqueraient la lumière céleste, la clarté et le pouvoir régénérateur de l’astre suprême. Quant à l'Histoire des Mexicains par leurs peintures, elle relate qu'ils habitaient dans le cinquième Soleil d'où ils produisaient les comètes et d'autres phénomènes célestes.
En bas du disque, des visages de profil émergent de la gueule de ces deux serpents, chacun doté d'une langue en forme de couteau identique à celui de la figure centrale. Leur identification est difficile à établir, bien que celui de droite soit généralement interprété comme étant Xiuhtecuhtli avec son oiseau distinctif cotinga (xiuhtototl) sur le front. Le visage qui émerge du serpent de gauche porte quant à lui des hachures sur sa moitié inférieure, comme un masque. Graulich y voit des caractéristiques évoquant le dieu hybride Tezcatlipoca, le plus craint du panthéon aztèque. Par ailleurs, le museau courbé des deux serpents, orné d'yeux stellaires, reproduirait l'extrémité d'une arme en forme de serpent que l'on retrouve sur plusieurs représentations de Huitzilopochtli.

### La bordure latérale

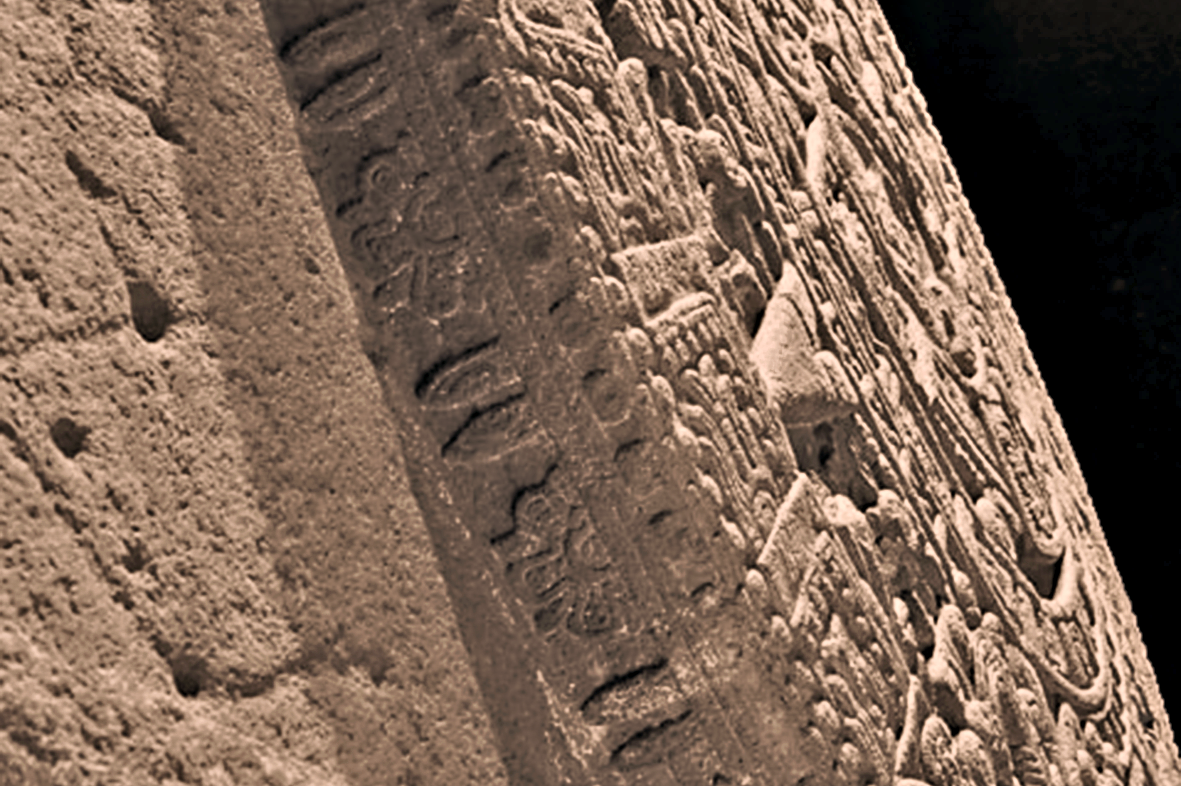
Détail de la bordure latérale

Le bord sculpté de la Pierre du Soleil mesure près de 20 centimètres d'épaisseur. Son iconographie est composée de deux sections. Dans une lecture sur un plan horizontal, la partie supérieure de la frange est sculptée de petits points symbolisant des étoiles. En dessous, séparés par deux lignes continues, on trouve une suite de 32 glyphes évoquant la planète Vénus. Ils sont taillés sur toute la circonférence de la bordure. Entre chacun de ces symboles s'intercalent 32 pairs de couteaux sacrificiels (silex) dont les pointes sont orientées vers le bas. Dans cette configuration, l'ensemble iconographique évoquerait, sous les auspices de l'étoile du matin, le ciel nocturne, le soleil couchant pénétrant le monde souterrain, le Mictlan,.

## Une reproduction à Paris
Une trentaine d'années après que William Bullock exposa en 1824 à Londres la première reproduction en plâtre de la Pierre du Soleil (jugée comme étant de piètre qualité), le peintre et lithographe français Édouard Pingret envisagea de réaliser un autre fac-similé en plâtre destiné au musée mexicain du Louvre de Paris. Mais il ne parvint pas à obtenir les soutiens et autorisations administratives nécessaires pour réaliser son projet. Toujours est-il qu'une décennie plus tard, vers 1864, à la faveur de l'intervention militaire française au Mexique, Pingret imagina pouvoir acquérir et transférer en France la Pierre du Soleil ainsi que quelques autres œuvres majeures de l'art aztèque - considérant qu'il s'agissait d'une démarche légitime. Mais là aussi, malgré le contexte politique favorable, le « marchand » d'art opiniâtre se heurta à une fin de non-recevoir du pouvoir mexicain.
Cependant, une année plus tard, en mars 1865, l'archéologue français Léon-Eugène Méhédin parvint à ses fins grâce à l'appui du maréchal Bazaine. Il put ainsi réaliser une empreinte du disque solaire en utilisant un procédé nouveau connu sous le nom de lottinoplastie. De retour à Paris en 1866, Méhédin participa à l'exposition universelle de 1867 avec l'appui de quelques mécènes. A cette occasion, la reproduction en plâtre de la Pierre du Soleil, réalisée grâce aux moulages faits in situ, fut exposée au Champ de Mars dans le pavillon de la Commission scientifique du Mexique. En 1880, le Ministère de l'Instruction publique la confisquât. Trois ans plus tard, le fac-similé entrait au musée d'Ethnographie du Trocadéro avant d'être déplacé en 1937 au musée de l'Homme. Il y restera exposé dans l'escalier principal jusqu'en 2009 puis archivé sous la cote MH 82.64.3.

## Dans la littérature
Le poète, essayiste et diplomate mexicain, lauréat du prix Nobel de littérature en 1990, Octavio Paz (1914 -1998) a écrit en 1957 un long poème de 584 hendécasyllabes de 11 pieds intitulé « Piedra de sol » (Pierre de soleil). Dans cette oeuvre, l'auteur explore un thème essentiel de la culture aztèque, celui du temps, sa genèse ainsi que ses structures cycliques. On notera que le nombre d'hendécasyllabes correspond exactement aux 584 jours d'un cycle vénusien dans le calendrier aztèque.
En 1885, le déplacement du monolithe, de la cathédrale au Musée National mexicain, souleva un certain émoi au sein des habitants de la capitale. Car ils perdaient ainsi un point de référence urbain fondamental, un monument qui, lorsqu'ils passaient à proximité de la cathédrale, leur évoquait un passé glorieux, synthétisant dans sa matérialité une identité partagée. Le texte d'un tract distribué dans la rue à cette occasion en témoigne. Rédigé en vers octosyllabiques par un poète populaire anonyme, il commence avec un quatrain, est suivi de quatre dizains et se termine par huit autres quatrains.